# コムソモーレツ・ウクライーヌィ (大型対潜艦)
コムソモーレツ・ウクライーヌィ(ロシア語:Комсомолец Украиныカムサモーリェツ・ウクライーヌィ)は、ソ連で建造された大型対潜艦(Большой противолодочный корабль)である。艦名は、ロシア語で「ウクライナのコムソモール員」という意味。建造地であり、母港も置かれたウクライナ共和国を記念し、またコムソモールの40年に亙る貢献を讃えた名称である。

## 概要

### 建造
コムソモーレツ・ウクライーヌィは、61号計画によって建造される最初の艦艇として起工された。工場番号は1701号艦で、当初は対空・対潜警備艦(Сторожевой корабль противовоздушной и противолодочной обороны)に分類された。当初は、艦名もまた「第25号警備艦」を意味するSKR-25(СКР-25)であった。
SKR-25は、1959年9月15日にニコラーエフの第200造船工場(現在の61コムナール記念造船工場)で起工、同年11月10日にソ連海軍へ登録、1960年12月31日には進水した。その後、1962年10月9日には艦種が大型対潜艦に変更され、艦名もコムソモーレツ・ウクライーヌィと改められた。その年の12月31日に竣工し、1964年11月23日付けで黒海艦隊に編入された。

### 活動
1964年6月18日から25日にかけて、セラフィム・チュルシン黒海艦隊司令官の指揮下、コムソモーレツ・ウクライーヌィは巡洋艦ミハイル・クトゥーゾフ、大型対潜艦ソオブラジーテリヌイと艦隊を組み、ユーゴスラヴィアのスプリトを訪問した。
1960年代後半には、中東戦争に関連する実戦任務に就いた。第三次中東戦争直後の1967年7月5日から30日の期間、エジプトに対する軍事支援任務を遂行した。
1970年5月8日から18日にかけては、アルジェリアのアルジェを訪問した。1977年5月23日から1979年8月7日にかけては、セヴァストーポリの「セヴモルザヴォート」にてオーバーホールを受けた。
1986年11月18日から21日にかけては、ギリシャのピレウスを訪問した。1987年11月17日から21日にかけては、チュニジアのチュニスを訪問した。1989年6月28日から7月2日にかけては、トルコのイスタンブールを訪問した。

### 最期
資金資産局への引渡しと解体・売却のため、1991年6月24日には退役となった。1992年11月9日には軍艦旗を降ろし、1992年12月31日付けで海軍を除籍された。
艦はトロツキー湾に繋留されていたが、1995年5月3日にはインケルマーンに曳航され、3週間の内に解体された。